# Apatin-Kaposvarer Operation
Die Apatin-Kaposvarer-Operation (russisch Апатин-Капошварская операция) war beim Kampf um Ungarn eine Angriffsoperation der 3. Ukrainischen Front und Einheiten der sowjetischen Donau-Flottille, welche beim Angriff auf Budapest zur Unterstützung der 2. Ukrainischen Front vom 7. November bis 10. Dezember 1944 durchgeführt wurde. Sie führte zum Zurückdrängen der deutsch-ungarischen Truppen im südlichen Teil von Transdanubien und verschlechterte die Lage der Achsenmächte im südwestlichen Vorfeld von Budapest. Die Kämpfe, an denen auch jugoslawische Einheiten teilnahmen, wurden in der dortigen Militärgeschichte als „Schlacht um Batina“ bezeichnet.

## Vorgeschichte
Am 29. Oktober 1944 begann die 2. Ukrainische Front unter Marschall Malinowski mit 39 Schützen- und 3 Luftlande-Divisionen, 3 Panzer-, 2 mechanisierte- und 3 Kavallerie-Korps sowie einer Panzerbrigade die Schlacht um Budapest.
Die 2. Ukrainische Front verfügte über etwa 760.000 Mann, 4.833 Geschütze und Pak, 868 Panzer und Selbstfahrlafetten sowie 1.300 Flugzeuge. Die gegenüber stehende deutsch-ungarische Heeresgruppe Süd unter Generaloberst Frießner verfügte über 35 Divisionen, darunter 7 Panzer- und 4 motorisierte Divisionen sowie 3 Brigaden. Das von Hitler zur Festung erklärte Budapest war durch die Achsenmächte in Erwartung der sowjetischen Angriffe stark befestigt worden. Die deutsch-ungarische Abwehr im sowjetischen Hauptangriffsfeld lag bei der Armeegruppe Fretter-Pico (deutsche 6. und ungarische 3. Armee). Die deutsche 8. Armee deckte den rechten Flügel der 6. Armee und die bei Debreczen dezimierte ungarische 2. Armee war in das noch wenig umkämpfte südliche Transdanubien verlegt worden.
Wie bei den deutschen Divisionen waren die sowjetischen Einheiten durch die zwei Monate andauernden Kämpfe stark dezimiert. Die durchschnittliche Anzahl der Schützendivision lag nur mehr bei etwa 5.600 Mann. Bei der 3. Garde-Luftlande-Division kämpften nur mehr 3.316 und bei der 68. Garde-Schützendivision 7.586 Soldaten, während die reguläre Stärke bei der Gardeinfanterie mit 10.670 Mann und bei den Luftlandedivisionen mit 9.380 Mann festgelegt war. Es sollte beachtet werden, dass dieser Zustand, ebenso wie bei den deutsch-ungarischen Großverbänden für das letzte Kriegsjahr durchaus die Regel darstellte.
Nach der sowjetischen Eroberung des Banat und Syrmiens und der Verdrängung der noch in Serbien stehenden deutschen Truppen über die Drina war die 3. Ukrainische Front von der Stawka zur Deckung der in Richtung Budapest vorrückenden Südflanke der 2. Ukrainische Front vorgesehen.
Die Stawka kam schnell zur Ansicht das die 2. Ukrainische Front nach den schweren Verlusten in der Debrecener Operation kaum in der Lage wäre, Budapest alleine zu erobern. Auf Druck Stalins sollte auch die 3. Ukrainische Front unter Marschall Fjodor Tolbuchin von Süden her eine Umfassung durchführen, um die ungarische Hauptstadt schneller einzunehmen. Tolbuchins Truppen hatten die Belgrader Operation gerade erfolgreich beendigt, sollten jetzt nach Norden umgruppiert werden um die Donau zu überqueren und dann Budapest von Süden und Westen umfassen.

### Deutsche Verteidigung
Zunächst bestand die deutsche Verteidigung am rechten Ufer der Donau aus der Panzer-Grenadier-Division Brandenburg (von der Mündung der Drau bis Batina) und der 31. SS-Freiwilligen-Grenadier-Division (von Batina bis Baja) unterstützt von 25 Batterien und 30 Panzer. Dieser Abschnitt wurde von der Korpsgruppe Felmy gehalten, später übernahm die 2. Panzerarmee mit dem LXVIII. Armeekorps (General der Infanterie Müller) die Führung. An ungarischen und kroatischen Hilfstruppen waren das 11. Reserve-Regiment, das 39. Regiment des 16. Grenzer-Regiments, das 9. Regiment, das Grenzer Bataillon 54 und ein Feldgendarmerie-Bataillon verfügbar. Bis Mitte November trafen weitere Verstärkungen ein: die bosnische 13. SS-Gebirgsdivision „Handschar“, Teile 1. Gebirgsdivision, 118. Jäger-Division, Reste des Festungs-Regiments Belgrad, 44. und 71. Infanterie-Division, Reste der 92. motorisierten Brigade und andere Verbände mit etwa 60.000 Mann und 200 Geschützen.

### Die 3. Ukrainische Front
Die Truppen der 3. Ukrainischen Front begannen Ende Oktober mit der Umgruppierung von Belgrad zur Mündung der Drau in die Donau. Bis Anfang November wurden Teile der 57. Armee sowie das 18. Panzerkorps (etwa 130 Panzer) und starke Artillerie-Formationen im Raum Sombor konzentriert. Das Kommando der 3. Ukrainischen Front begann mit Vorbereitungen zur Offensive in Richtung auf Stuhlweißenburg (Székesfehérvár), um die Budapester Gruppierung aus dem Südwesten zu umgehen und sie im Zusammenwirken mit der 2. Ukrainischen Front zu vernichten. Luftunterstützung leistete die 17. Luftarmee. Das zuerst verfügbare 75. Schützenkorps marschierte zusammen mit der 7., 8. und 12. jugoslawischen Brigade auf 130 Kilometer Front am linken Donauufer zwischen Bačka Palanka, Sombor und Baja auf. Auf der linken Flanke des Korps südlich von Apatin wurde die 299. Schützen-Division bereitgestellt, im Norden westlich des Dorfes Bezdan das Schützen-Regiment 734 der 233. Schützendivision und die jugoslawische 8. Brigade. Um die Truppenstärke Tolbuchins zu verstärken, war seiner Front auch die 4. Gardearmee aus der Reserve der Stawka übertragen worden, die allerdings erst Mitte November vollständig konzentriert werden konnte. Erst am 22. November wurde die 4. Garde-Armee durch das 31. Garde-Schützenkorps verstärkt, das von der 46. Armee abgegeben wurde. Ende November trat auch das 5. Garde-Kavalleriekorps zur 3. Ukrainischen Front, das aber erst am 8. Dezember bei Mohács über die Donau nachgeführt wurde. Zusammen zählte die Front etwa 205.300 Mann, als Hilfstruppen wurde im Lauf der Operation auch die proletarische 51. Division der Jugoslawischen Befreiungsarmee herangezogen.

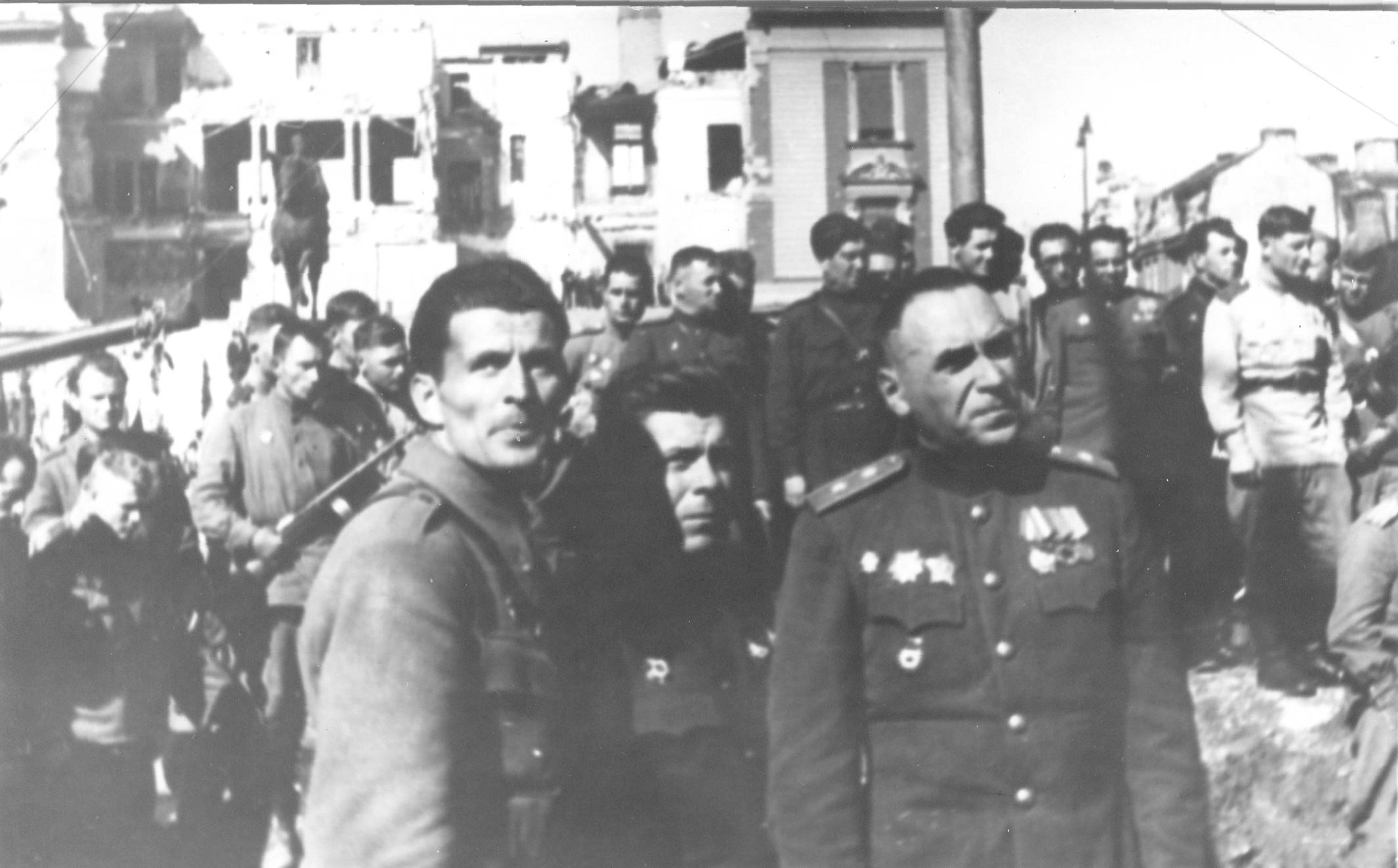
Der jugoslawische General Peko Dapčević mit General Wladimir Shdanow, Kommandeur des 4. mechanisierten Korps

57. Armee (General Michail Nikolajewitsch Scharochin)
- 75. Schützenkorps, Generalmajor Adrian Sacharowitsch Akimenko (74., 233., 236., 299. Schützendivision und 32. Garde-mechanisierte Brigade)
- 64. Schützenkorps, Generalmajor Iwan Kondratjewitsch Krawtzow (73. Garde-, 19. und 52. Schützendivision, Reserve: 113. Schützendivision)
- ab 25. November: 6. Garde-Schützenkorps, Generalleutnant Stepan Iljitsch Morosow (10. Garde Luftlande-, 20. Garde- und 195. Schützendivision)

Reserve: jugoslawische 51. Division (General Peko Dapčević)
- 18. Panzerkorps, General Pjotr Dmitrijewitsch Goworunienko (110., 170. und 181. Panzerbrigade)

ab 22. November: 4. Gardearmee (General Iwan Wassiljewitsch Galanin)
- 31. Garde-Schützenkorps, Generalmajor Sergei Antonowitsch Bobruk (4., 34. und 40. Garde-Schützendivision)
- 20. Garde-Schützenkorps, Generalmajor Nikolai Birjukow (5. und 7. Garde-Schützendivision)
- 21. Garde-Schützenkorps, General Pjotr Fomenko (62., 69. und 41. Garde-Schützendivision)

Reserve: 5. Garde-Kavalleriekorps, Generalleutnant Sergei Iljitsch Gorschkow (11. und 12. Garde- und 63. Kavalleriedivision); am 8. Dezember der 57. Armee unterstellt.

## Verlauf

### Erste Phase 7. bis 19. November

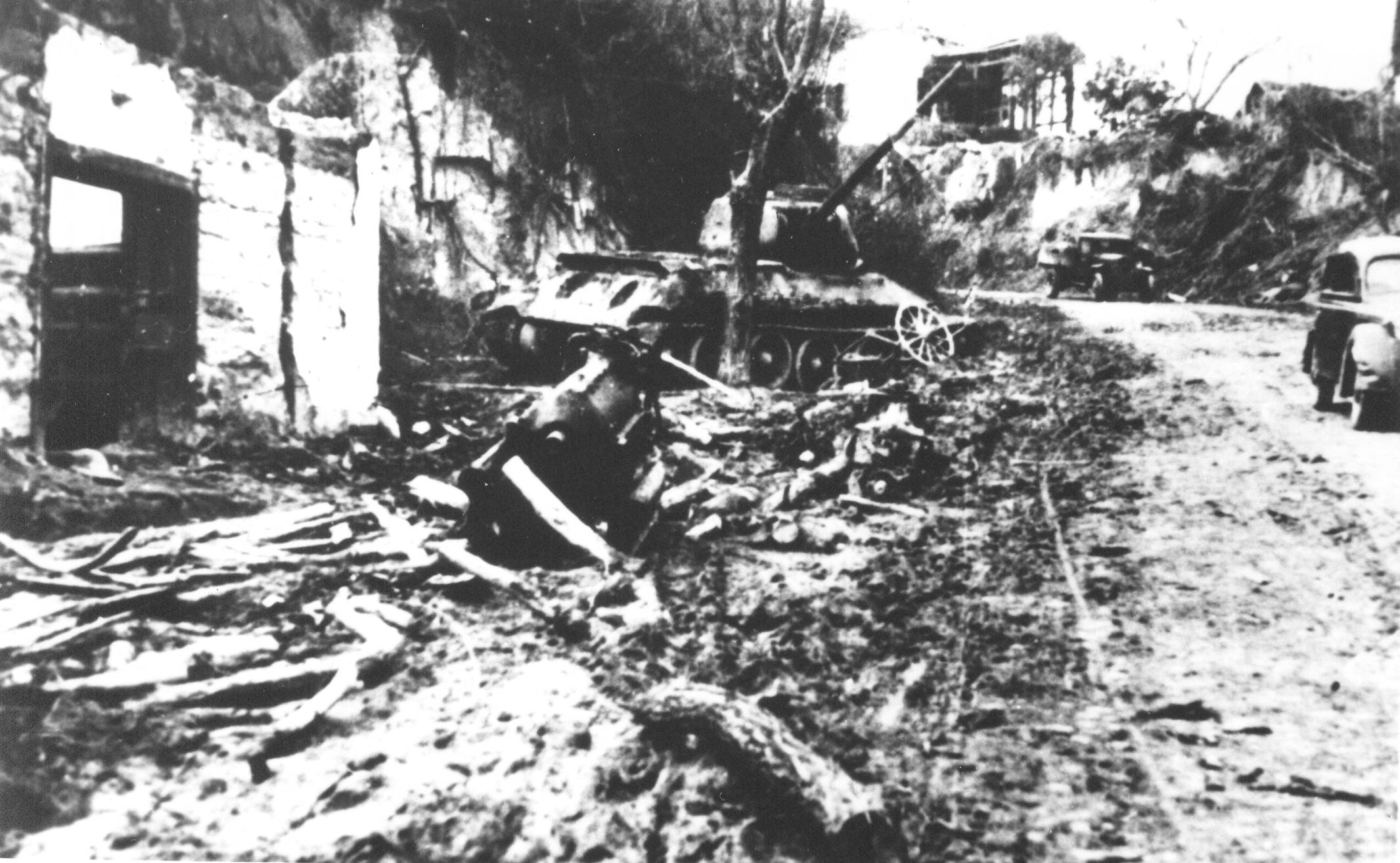
Batina nach den Kämpfen

Die sowjetische 57. Armee begann auf Befehl General Scharochins ohne die volle Truppenkonzentration erreicht zu haben, am 7. November die Überquerung der Donau. Für den Übergang im Bereich von Mohács wurden 8 Divisionen (19., 74., 113., 233, 236. Schützen-, 20. und 73. Gardeschützen- sowie 10. Luftlande-Division) und die 32. Garde-mechanisierte Brigade samt mehrere Artillerieeinheiten bestimmt. Insgesamt waren für die erste Angriffsphase rund 90.000 Soldaten und etwa 1.200 Geschütze unter Führung des 75. Schützenkorps unter General Akimenko versammelt. In der Nacht vom 6. auf den 7. November überquerten zwei Bataillone das Schützen-Regiments 360 (74. Schützen-Division) die Donau bei Apatin und errichteten einen ersten kleinen Brückenkopf. In der gleichen Nacht, konnten die Bataillone des Schützen-Regiment 109 4 km nordwestlich davon einen weiteren Brückenkopf von 2 km Breite und 1,5 km Tiefe errichten.
Am Beginn der Operation verlegte das Hauptquartier des deutschen LXVIII. Armeekorps nach Baranja, dem mit der Abwehr beauftragten Generalkommando unterstanden alle Einheiten zwischen Baja bis zur Mündung der Drau. Die im Raum Osijek stehende Kampfgruppe Kübler (Teile 1. Gebirgsdivision) und die 118. Jäger-Division überqueren darauf das linke Ufer des Drau um die „Division Brandenburg“ zu verstärken.
Die Deutschen reagierten zusätzlich mit der Heranführung der 92. motorisierte Grenadier-Brigade, des Artillerieregiments 668 und des 13. Bataillon der bereits dezimierten 13. SS-Division „Handschar“, die ab 8. November eintrafen. Die ersten Versuche der 223. Schützendivision, in der Nacht des 8. November die Donau bei Batina zu überqueren, scheiterten. Mit dem Effekt der Überraschung konnte sich die 57. Armee bis 9. November in westlichen Donau-Brückenköpfen bei Apatin und Batina festsetzen. Am 10. November hatte das OKW den Befehlsbereich der Heeresgruppe F (GFM von Weichs) nach Norden bis Baja erweitert, da die Heeresgruppe Süd nordöstlich von Budapest zu stark beansprucht wurde. Die Verteidigung wurde symbolisch der ungarischen 2. Armee übertragen. In der Nacht hatten sich die sowjetischen Truppen in einem weiteren Brückenkopf bei Batina, 15 Meilen nördlich von Apatin etabliert. Die Verteidigungslinie verlief vor den dominierenden Höhen 169, 205, 206 und 209 und am Bahnhof Batina.
Am 13. November traf das 64. Schützenkorps und die jugoslawische 51. Proletarische Division im Brückenkopf ein. Zwei Bataillone des Schützen-Regiments 703 und zwei Bataillone der jugoslawischen 12. Brigade mit 31 Geschützen verstärkten die Truppen im Brückenkopf. Am 14. November setzten die deutschen Truppen mit Unterstützung von Artillerie zum Gegenangriff an, ihre Angriffe auf die Dörfer Topol-Zmajevac-Kneževo wurden aber zurückgeschlagen. Die den Sowjets im Raum Sombor als Reserve verfügbare 19. und 113. Schützendivision wurden sofort zur Abwehr eingesetzt. Die bereits abgekämpfte 12. Brigade wurde durch die frische 7. Brigade abgelöst. Die Situation im Brückenkopf blieb kritisch, die Deutschen setzten starke Gegenangriffe an und verhinderten weitere sowjetische Fortschritte. Die 73. Garde-Schützendivision und die 7. Brigade, die mit Kampfhandlungen zur Erweiterung des Brückenkopfes begonnen hatten, stießen auf hartnäckigen Widerstand.
Als Mitte November die Hauptkräfte der 3. Ukrainischen Front nach Norden umgruppierten, verlegte auch Marschall Tolbuchin sein Hauptquartier von Belgrad nach Baja an die Donau. Bis zum 15. November sollte die sowjetische Offensive die Linie Bátaszék-Tetesh-Bolman erreichen, zudem war geplant das 6. Gardekorps und die 32. Garde-mechanisierte Brigade zum Durchbruch in Richtung Pécs (Fünfkirchen) und Nagykanizsa anzusetzen. Im Rahmen des neuen Operationsplans wurde dem 75. Schützenkorps auch die 236. Schützendivision und die jugoslawische 8. Brigade zugeführt, die in den Apatiner Brückenkopf verlegt wurden.
Am 15. November waren die sowjetischen Truppen im Laufe des Tages mit mehr als ein Dutzend Gegenangriffe der 31. SS-Division konfrontiert, die von Panzern und etwa 20 Flugzeugen unterstützt wurden. An den nördlichen Hängen der Höhe 205 wurden die Truppen der 73. Garde- und der 233. Schützendivision gestoppt. Vor Einbruch der Dunkelheit wurde das 75. Schützenkorps im Brückenkopf von Batina auf 3,5 km Breite und 3 km Tiefe eingedämmt, während sich das 74. Schützendivision im Brückenkopf Apatin auf 12 Kilometer Breite bis 7 km Tiefe halten konnte. Am Morgen des 16. November wurden die noch in Reserve gehaltenen verbliebenen Schützen-Regimenter der 233. und 73. Schützen-Division sowie die jugoslawische 7. Brigade in den Brückenkopf verlegt. Die 19. Schützen-Division (Generalmajor Pawel Jefimowitsch Lasarew) setzte am gleichen Tag am Brückenkopf über und konnte trotz schwierigem Gelände das Dorf Pillen besetzen. General Scharochin versuchte unbedingt die gegnerische Verteidigung vor Batina zu brechen, mit Beginn der Dunkelheit konnte der Gegner aber im Gegenangriff verlorenes Terrain zurückgewinnen.

### Neue Angriffe vom 19. bis 24. November
Um die sowjetischen Brückenköpfe zu vereinigen, war es notwendig, den dazwischen von gegnerischen Truppen liegenden Korridor zu zerschlagen. General Scharochin plante für den 18. November eine neue Offensive der 57. Armee zu starten, konnte jedoch erst am 19. November um 10 Uhr nach 45-minütigen Artilleriefeuer mit dem 75. und 64. Schützenkorps zum Angriff schreiten. Die 73. und 233. Schützendivisionen stürmten die deutsche Verteidigung zwischen Kneževo und Vinohrady. Bis 13 Uhr konnten die sowjetischen und jugoslawischen Einheiten weitere 2 Kilometer tief in die gegnerische Verteidigung einbrechen. In der Nacht zum 20. November griffen die deutschen Truppen von Drazen her gegen die Einheiten der 19. Schützen-Division an. Seit 22:30 Uhr führten die sowjetischen und jugoslawischen Truppen nach massiver Artillerievorbereitung und Luftangriffen Gegenangriffe durch. Am 20. November wurde das 64. Schützenkorps mit der 113. Schützendivision (Oberst Latijpow) verstärkt, am folgenden Tag rückte die vordere Staffel der 233. Schützendivision in den Stellungen vor der Höhe 205 ein. Die Artillerie der 57. Armee überschüttete die feindlichen Stellungen ab 12.00 Uhr neuerlich 45 Minuten lang. Der Generalangriff der 73. Schützendivision und der jugoslawische 7. Brigade konnte das Dorf Zmajevac besetzen, die 8. Brigade nahm Monjoroz und die 233. Schützendivision den Ort Drazen. Bis zum Ende des Tages war auch die Höhe 205 erstürmt und dabei 452 Gefangene eingebracht.
Am 23. November hatten das 75. und 64. Schützenkorps nach heftigen Kämpfen den Apatin- und Batina Brückenkopf vereinigt und auf etwa 30 Kilometer Breite und 15 Kilometer Tiefe erweitert. Als drittes Korps der 57. Armee wurde jetzt das 6. Garde-Schützenkorps sowie die neu herangebrachte 4. Gardearmee und das 18. Panzerkorps in die Kämpfe eingeführt. Das 64. Schützenkorps übergab seinen Abschnitt an die 4. Gardearmee, welche jetzt zwischen Baja und Mohács befehligte. Um 13 Uhr folgte der Sturm der Truppen des 64. und 75. Schützenkorps, am Ende des Tages fiel die Höhe 206. Bis zum 22. November überquerten die restlichen Einheiten 236. Schützendivision und der 8. Brigade das rechte Ufer. Während am 22. November wurde der Brückenkopf von Batina auf 20 Kilometer Breite und 9 Kilometer Tiefe und der Brückenkopf von Apatina auf 10 Kilometer Breite und 5 Kilometer Tiefe erweitert. Bis zum 24. November haben die Truppen der 4. Gardearmee das östliche Ufer der Donau auf einer Frontlänge von 135 Kilometern von Mohacs bis Dunapentele besetzt. Galanins Truppen hielten die Verbindung zum rechten Flügel der 3. Ukrainischen Front und reichten der auf Budapest vorgeschoben 46. Armee (Generalleutnant Petruschewski) die Hand.

### Endphase 24. November bis 10. Dezember

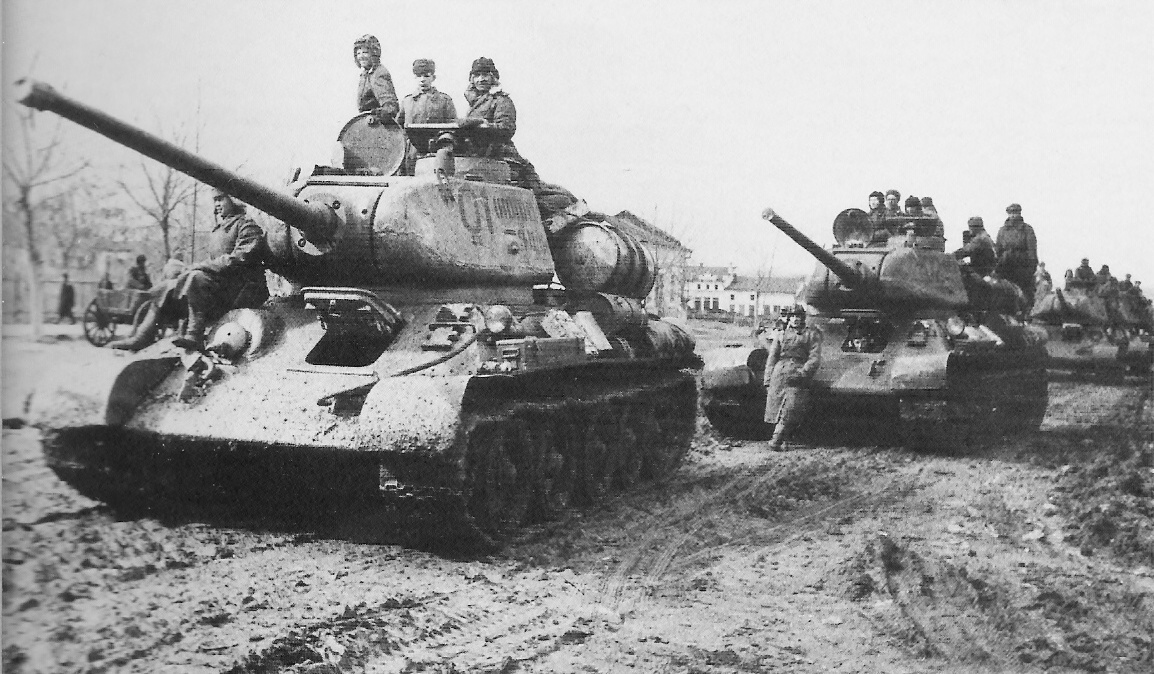
Sowjetische Panzertruppen im Vormarsch

Am 24. November wurde die Offensive der 3. Ukrainischer Front fortgesetzt. Tolbuchins neuer Angriffsplan sah vor, Kräfte der neu herangeführten 4. Gardearmee in einem neuen Brückenkopf bei Mohacs auf dem Westufer der Donau zu etablieren. Die 4. Gardearmee zählte mehr als 87.000 Mann, 976 Geschütze und Pak, 16 Flak und 857 Mörser. Das 31. Garde-Schützenkorps (Generalmajor Bobruk) bereitete sich zuerst darauf vor, die 57. Armee zu unterstützen. Um 18.00 Uhr abends wurde die 41. Garde-Schützendivision (Generalmajor Konstantin Nikolajewitsch Tswetkow) dem 21. Garde-Schützenkorps unterstellt und begann südöstlich von Mohacs die Donau auf 2,5 km zu überqueren. Die 57. Armee drängte den Gegner weitere 1 bis 7 km zurück und erweiterte den Brückenkopf von Apatin auf 40 Kilometer Breite und 16 Kilometer Tiefe. Das 64. Schützenkorps begann die Kämpfe um Udvar, und am nächsten Tag wurde die Stadt genommen. Die sowjetische Offensive verlief langsamer als General Scharochin erwartet hatte. Die Schwierigkeiten bei der 57. Armee erregte die Aufmerksamkeit der Führung der 3. Ukrainischen Front. Der Rückstand des geplanten Geländegewinnes wurde durch die langwierige Umgruppierung des 6. Garde-Schützenkorps und der 32. Garde-mechanisierte Brigade begründet. General Scharochin wurde angewiesen, sofort Maßnahmen zu ergreifen, um die aufgezeigten Mängel in der Organisation zu beseitigen.
Am Morgen des 25. November wurde das 6. Garde-Schützenkorps mit der 20. Garde-Schützendivision verstärkt. Nach der Artillerievorbereitung durchbrach das Korps am Abend des 26. November die dünne Verteidigung der 31. SS-Division. In der Frontlücke wurde die 32. Garde-Mechanisierte Brigade eingeführt und drang bis zum Abend 2,1 Kilometer tief vor. Die Einführung der zusätzlichen Teile des 21. Garde-Schützenkorps brachte den Einheiten der 4. Gardearmee am 26. November die Einnahme von Mohács. Nach der Erkrankung des Generals Iwan Galanin übernahm Generalmajor Kusma Derewjanko am 26. November stellvertretend bis zur Ankunft des neuen Oberbefehlshabers die Führung der 4. Gardearmee.
Am 26. November folgte ab 12.30 Uhr ein 40-minütiger Artillerieschlag ein neuer sowjetischer Angriff, die 17. Luftarmee unterstützte an diesem Tag mit 374 Einsätzen. Etwa 15 Gegenangriffe wurden abgeschlagen, dennoch konnte die 57. Armee bis 8 Kilometer vorrücken. Bis zum Abend des 26. November hatten die 4. Garde- und 57. Armee den Brückenkopf auf 62 Kilometer Breite erweitert.
Am 27. November wurde die Trennlinie zwischen den Armeen neu geregelt: Die 57. Armee wurde in Richtung auf Pécs zum Durchbruch auf Kaposvár und Nagykanizsa konzentriert, die Truppen des 75. und der 64. Schützenkorps rückten 4–12 Kilometer, das 6. Garde-Schützenkorps und der 32. Garde-mechanischen Brigade – mehr als 20 Kilometer tief vor. Die 4. Gardearmee hat ihre Stellungen gesichert und schaffte günstige Bedingungen für den Vorstoß nach Norden, am folgenden Tag traf der neue Oberbefehlshaber General Sacharow ein. Die 3. Ukrainische Front operierte jetzt am westlichen Ufer der Donau bereits auf 150 Kilometer Breite und 60 Kilometer Tiefe.
Am 29. November um 10 Uhr setzten die Truppen der 57. Armee ihre Offensive fort. Das 6. Garde-Schützenkorps konnte zusammen mit der 32. mechanisierte Brigade in der Nacht vom 29. November die Kleinstadt Pécs (Fünfkirchen) stürmen. In der Stadt erhoben sich auch Guerilla-Einheiten, der Aufstand war wirksamer als die bisherigen Aktionen der Partisanengruppen im Hinterland. Die jugoslawische 51. Division wurde herausgezogen und an die Mündung auf das linke Ufer der Drau zum Dorf Torjantsi verlegt, um die linke Flanke der 3. Ukrainischen Front zu sichern. Das jugoslawische 10. Korps etablierte sich im Raum Sremska Podrawina im Rücken der deutschen Truppen und besetzte Bátaszék.
Am 30. November brachte der Vormarsch von Sacharows nach Nordwesten 28 Kilometer Tiefe und den Zusammenbruch der deutsch-ungarischen Front an der Donau, die Stadt Szekszárd fiel in die Hände der 4. Gardearmee. Die jugoslawische 51. Division brach zusammen mit den Truppen des jugoslawischen 12. Korps in die Baranja ein und bereitete den Angriff auf Osijek vor. Nach der Einnahme von Donji Miholjac konnten die jugoslawischen Truppen auch im Rücken der deutschen Truppen operieren. Nach der Bildung des Brückenkopfes von Virovitica konnte die direkte Verbindung mit dem linken Flügel der 57. Armee hergestellt werden.
Die Truppen der 57. Armee besetzten am 2. Dezember Kaposvár und erreichten die Margarete-Linie entlang des südlichen Teiles des Balaton bis zur Drau. Die 4. Gardearmee führte mit dem 18. Panzerkorps die Offensive nach Norden in Richtung Stuhlweißenburg weiter fort und erreichte am 4. Dezember den Abschnitt zwischen Velencer See und dem Balaton, wo man am 10. Dezember wieder in den Stellungskrieg überging.

## Folgen und Bilanz

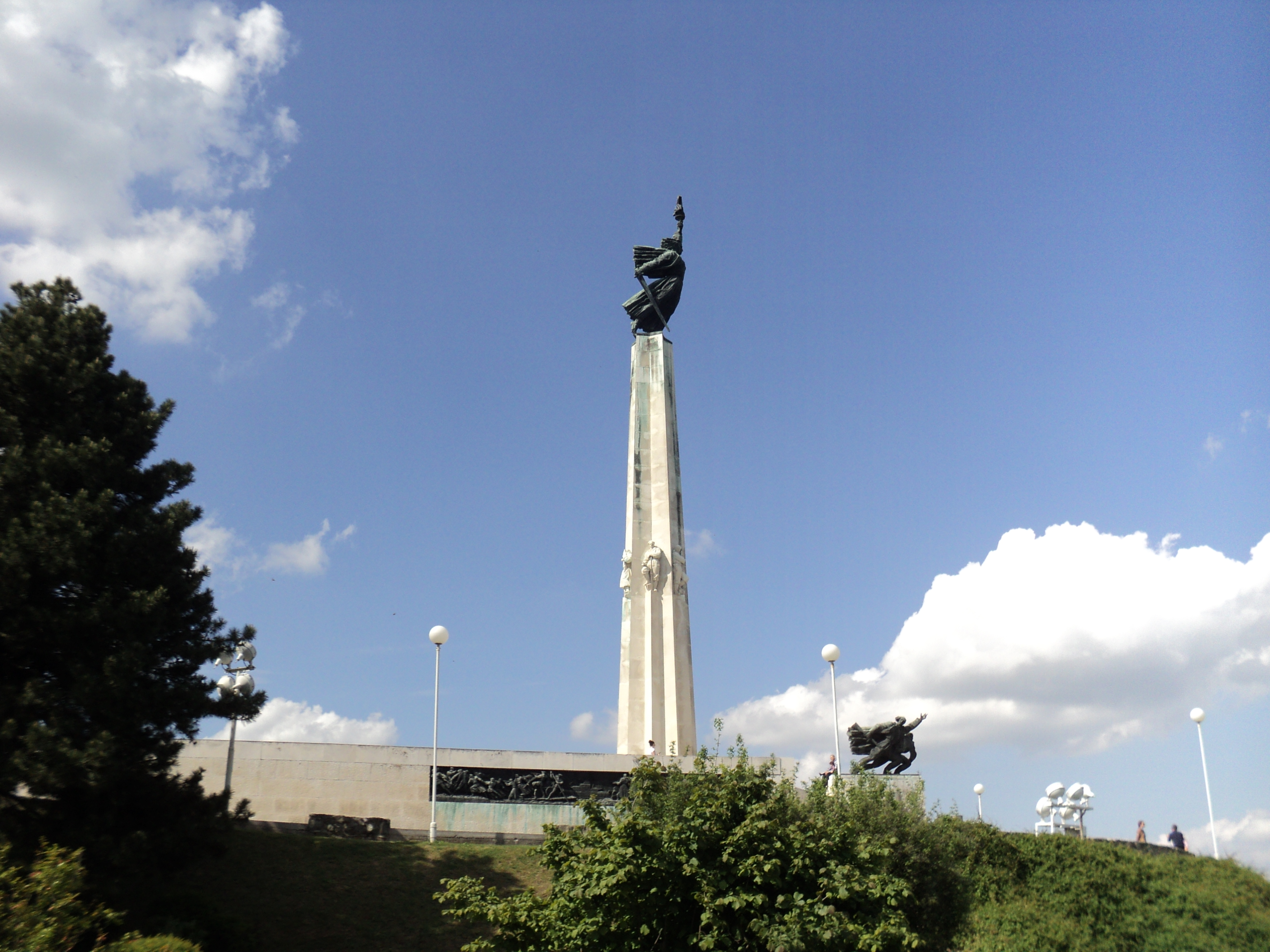
Monument für die sowjetischen Gefallenen in Batina (von Antun Augustinčić, 1947)

Der Erfolg der Apatin-Kaposvarer Operation brachte den sowjetischen Truppen gute Startbedingungen zur Umgehung Budapests vom Süden und Westen. Anfang Dezember gelang es der 2. Ukrainischen Front die Stadt auch vom Norden her zu umfassen. Die 3. Ukrainische Front operierte weiter in Richtung auf Bicske und zur Donau im Raum Esztergom, wo am 23. Dezember die Verbindung mit den Truppen der 2. Ukrainischen Front erreicht wurde, damit waren die Fluchtwege der Budapester Garnison nach Westen abgeschnitten.
Während der Offensive befreite die 3. Ukrainische Front die Städte Pécs, Bátaszék, Mohács, Kaposvár sowie 330 andere Dörfer und Siedlungen. Die deutsch-ungarischen Truppen erlitten eine schwere Niederlage, viele ungarische Einheiten wurden zerstreut. Im November wurden von der 3. Ukrainischen Front 53 Offiziere, 457 Unteroffiziere und 6.216 Mann gefangen genommen. Die gesamten Verluste der Achsenmächte sind unbekannt. Die Division Brandenburg und die 31. SS-Division wurde fast gänzlich vernichtet, ihre Reste nach hinten evakuiert. Die dezimierte ungarische 2. Armee musste überhaupt aufgelöst werden.
Die 3. Ukrainische Front verlor 6.470 Mann Tote und 25.460 Verwundete, darunter mehr als 50 % – während der Kämpfe im Brückenkopf. Nach dem Verlustebericht vom November verloren Tolbuchins Kräfte 3.628 Tote, 11.076 Verwundete und 5.136 Erkrankte, insgesamt 19.840 Mann. Die 51. Jugoslawische-Division hatte bei der Operation 416 Tote und 190 Vermisste verloren; nach anderen Angaben hatte sie 750 Tote sowie 850 Verwundete.